# Goodbye to Love
"Goodbye to Love" is een nummer van de Nederlandse zangeres Margie Ball. Op 3 mei 1965 werd het uitgebracht als haar debuutsingle.

## Achtergrond
"Goodbye to Love" is geschreven door Joop Portengen, Josephine Caryll en Clarence Falconer. Het is de eerste single die door de destijds zestienjarige Ball werd uitgebracht. De single werd een hit in Nederland met een vijftiende plaats in de Top 40 en een zesde plaats in de Tijd voor Teenagers Top 10. Door dit succes stond zij enige tijd in de belangstelling, maar de rest van haar singles zouden allemaal floppen voordat zij na de geboorte van haar dochter in 1969 de muziekbusiness verliet.

## Hitnoteringen

### Nederlandse Top 40
| Hitnotering: 05-06-1965 t/m 07-08-1965 | Hitnotering: 05-06-1965 t/m 07-08-1965 | Hitnotering: 05-06-1965 t/m 07-08-1965 | Hitnotering: 05-06-1965 t/m 07-08-1965 | Hitnotering: 05-06-1965 t/m 07-08-1965 | Hitnotering: 05-06-1965 t/m 07-08-1965 | Hitnotering: 05-06-1965 t/m 07-08-1965 | Hitnotering: 05-06-1965 t/m 07-08-1965 | Hitnotering: 05-06-1965 t/m 07-08-1965 | Hitnotering: 05-06-1965 t/m 07-08-1965 | Hitnotering: 05-06-1965 t/m 07-08-1965 | Hitnotering: 05-06-1965 t/m 07-08-1965 |
| Week                                   | 1                                      | 2                                      | 3                                      | 4                                      | 5                                      | 6                                      | 7                                      | 8                                      | 9                                      | 10                                     |                                        |
| -------------------------------------- | -------------------------------------- | -------------------------------------- | -------------------------------------- | -------------------------------------- | -------------------------------------- | -------------------------------------- | -------------------------------------- | -------------------------------------- | -------------------------------------- | -------------------------------------- | -------------------------------------- |
| Nummer                                 | 28                                     | 16                                     | 15                                     | 16                                     | 17                                     | 19                                     | 20                                     | 22                                     | 33                                     | 33                                     | uit                                    |

### Tijd voor Teenagers Top 10
| Hitnotering: 12-06-1965 t/m 26-06-1965 | Hitnotering: 12-06-1965 t/m 26-06-1965 | Hitnotering: 12-06-1965 t/m 26-06-1965 | Hitnotering: 12-06-1965 t/m 26-06-1965 | Hitnotering: 12-06-1965 t/m 26-06-1965 |
| Week                                   | 1                                      | 2                                      | 3                                      |                                        |
| -------------------------------------- | -------------------------------------- | -------------------------------------- | -------------------------------------- | -------------------------------------- |
| Nummer                                 | 8                                      | 7                                      | 6                                      | uit                                    |

### NPO Radio 2 Top 2000
Goodbye to Love stond alleen in 2005 in de NPO Radio 2 Top 2000, op plek 596.